# Hortensia Antommarchi
Hortensia Antommarchi (Cúcuta, 1850-Cúcuta, 1915) fue una poetisa colombiana que publicó numerosos poemas. Sus poemas han aparecido en diversas antologías. Sus hermanas, Dorila Antommarchi y Elmira Antommarchi, también fueron poetas publicadas.
Hortensia falleció en 1915, en Cúcuta, Colombia, su ciudad nativa.

## Obras
- Poesías (coautoras: Dorila Antommarchi de Rojas y Elmira Antommarchi). Editorial de Cromoa, 1930 - 388 p.